# Liste der Kulturdenkmale in Buchholz (Dithmarschen)
In der Liste der Kulturdenkmale in Buchholz sind alle Kulturdenkmale der schleswig-holsteinischen Gemeinde Buchholz (Kreis Dithmarschen)  aufgelistet (Stand: 10. März 2025).
Die Bodendenkmale sind in der Liste der Bodendenkmale in Buchholz (Dithmarschen) erfasst.

## Legende
In den Spalten befinden sich folgende Informationen:
- Objekt-ID: die Nummer des Kulturdenkmales
- Lage: die Adresse des Kulturdenkmales und die geographischen Koordinaten. Kartenansicht, um Koordinaten zu setzen. In der Kartenansicht sind Kulturdenkmale ohne Koordinaten mit einem roten Marker dargestellt und können in der Karte gesetzt werden. Kulturdenkmale ohne Bild sind mit einem blauen Marker gekennzeichnet, Kulturdenkmale mit Bild mit einem grünen Marker.
- Offizielle Bezeichnung: Bezeichnung des Kulturdenkmales
- Beschreibung: die Beschreibung des Kulturdenkmales
- Bild: ein Bild des Kulturdenkmales

## Bauliche Anlagen
| Objekt-ID     | Lage                                            | Offizielle Bezeichnung | Beschreibung | Bild |
| ------------- | ----------------------------------------------- | ---------------------- | --- | ---- |
| 9339 Wikidata | Buchholzer Moor 5 (53° 58′ 23″ N, 9° 14′ 36″ O) | Schöpfwerk             | laut Auskunft der Bewohner ist das Schöpfwerk nicht mehr vorhanden (Stand: Dezember 2019), Alteintragung (Aktualisierung vorgesehen) - Begründung: geschichtlich, technisch - Schutzumfang: gesamtes Objekt - Denkmaltyp: Bauliche Anlage | BW   |

## Quelle
- Liste der Kulturdenkmale in Schleswig-Holstein – Kreis Dithmarschen (PDF)

- Karte mit allen Koordinaten:
- OSM |
- WikiMap